# Soltsí
Soltsí (en ruso: Сольцы́) es una localidad del óblast de Nóvgorod, centro administrativo del raion homónimo, en Rusia. Está ubicada a la orilla izquierda del río Shelon, 78 km al suroeste de Nóvgorod. Su nombre se debe a los cercanos manantiales de agua salada. Como en ruso "sol" (соль) significa sal, el nombre se podría traducirse al español como Los Saladares. 
Población: 10 317 (2010).

## Historia
El lugar se ha mencionado por primera vez en 1390. En esa época era un importante nudo entre las ciudades de Pskov y Nóvgorod. En 1471 tuvo lugar cerca de Soltsý la batalla de Shelon entre los ejércitos moscovitas liderados por Iván III y el ejército de la república de Nóvgorod, que marcó el fin de la independencia política de esta última.
El asentamiento fue gradualmente desarrollándose, y en 1914 obtuvo el estatus de ciudad.
En la Segunda Guerra Mundial Soltsy fue tomada el 13 de julio de 1941 por las tropas armadas alemanas y recuperada por el Ejército Rojo del 16 al 22 de julio de ese año, siendo recuperada finalmente el 21 de febrero de 1944 por las tropas del Frente de Leningrado en el marco de la operación Leningrado-Nóvgorod.
Una base militar estratégica, Soltsý-2, está localizada al noreste de la ciudad que fue instaurada durante la Guerra fría.

## Cultura y lugares de interés
En Soltsí se encuentran la iglesia Pokrovskaya (Покровская церковь) de la segunda mitad del siglo XVIII y la catedral de San Elías (Ильинский собор) de entre el siglo XVIII y siglo XIX.
A diez kilómetros de la localidad se encuentra el pueblo de Vybiti que cuenta con un castillo y un parque de interés. En la localidad de Molotchkovo se encuentra la iglesia Uspenskaya (Успенская церковь) del siglo XIX; en Velebitsy, otro pueblo, se encuentra la iglesia del apóstol Juan (церковь Иоанна Богослова) de la segunda mitad del mismo siglo.

## Industria y transporte
Las compañías más importantes de Soltsy son una fábrica de cintas magnéticas así como empresas de la industria textil y la alimentaria. 
La ciudad está localizada a lo largo de las autopistas de Nóvgorod-Pskov, y San Petersburgo-Vitebsk.

## Evolución demográfica
| Censo | 1897  | 1920  | 1923  | 1926  | 1939  | 1959  | 1970  | 1979   | 1989   | 2002   | 2010   |
| ----- | ----- | ----- | ----- | ----- | ----- | ----- | ----- | ------ | ------ | ------ | ------ |
| Pob.  | 3.981 | 5.232 | 4.299 | 4.317 | 8.972 | 9.082 | 9.357 | 11.672 | 11.782 | 11.264 | 10.317 |